# 尼古拉·弗雷德里克·塞韦林·格龙维
尼古拉·弗雷德里克·塞韦林·格龙维（丹麥語：Nikolaj Frederik Severin Grundtvig，1783年9月8日—1872年9月2日），通称格龙维，是丹麦牧师、思想家、教师及诗人。出生于牧师家庭，早年就读于哥本哈根大学，曾从事北欧神话与历史的研究，后来成为信义宗牧师，晚年从政並先后担任丹麦制宪会议、下议院及上议院议员。他主张改革教会、教育制度，普及教育與終身學習理念，並曾为此赴英国考察，後在丹麦倡导创办了民众高等学校，對近现代丹麦民族国家的形成产生了深远影响，亦被后世学者视为成人教育运动的开创者之一。

## 生平

### 早年生涯

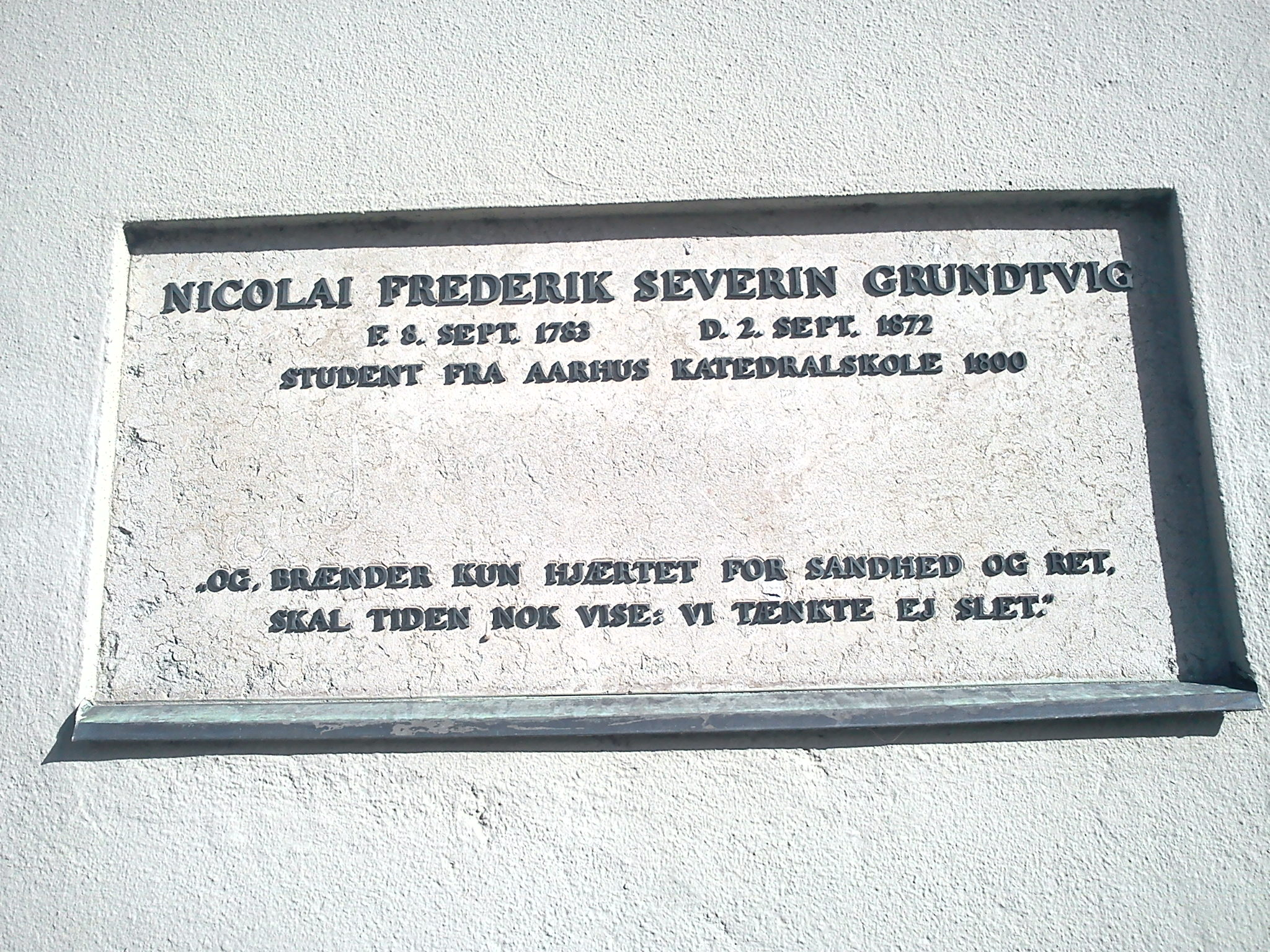
奥胡斯主教学堂的碑铭上刻有格龙维的名字，格龙维曾于此就读

格龙维于1783年出生在丹麥-挪威的沃爾丁堡市鎮，父亲约翰·奥托森·格龙维（Johan Ottosen Grundtvig）为信義宗牧师，母亲凯萨琳也出身牧师家庭，格龙维从小受到欧洲启蒙时代思潮的熏陶，但德国浪漫主义与北欧古代历史文化也对他的观念产生了一定影响:30-31:97。格龙维年少好学，六岁入学后，每天都会阅读《貝林時報》，1791年，格龙维被父亲送到日德兰中部的蒂勒戈德，在那里，他受教于牧师劳里·斯温·弗尔（Laurids Svindt Feld），并读完了后者所有的藏书，经常与师长、同学讨论时事，1798年，他前往奥胡斯主教学堂求学，在校期间，格龙维每天死记硬背，但他最终却以高分通过了毕业会考，在主教学堂求学的经历，也让格龙维产生了废除应试教育、创办培养实用技能学校的想法:98，1801年，他考入哥本哈根大学就读神学:20-25:33。在大学期间，格龙维曾学习冰岛语以及冰岛萨迦史诗，还听过其表兄亨利克·斯泰芬斯有关浪漫主义思想的演讲:35，但也反对部分神学家将《圣经》当作历史文献的见解:98。
1803年取得神学学位后，由于年少，几乎没有教堂愿意聘请他，1805年，格龙维来到朗厄蘭島厄格勒克庄园，成为了一名家庭教师，负责教授庄园的女主人康斯坦瑟·勒特（Constance Leth）的儿子:98，他也爱上了勒特，不过两人最终并没有成婚:80-126。在工作闲暇时间，格龙维致力于钻研莎士比亚、席勒以及费希特等人的作品:31-32这些诗歌开启了他对文学世界的新认知，此后他开始从事赞美诗的创作:98-99。格龙维还读到了丹麦浪漫主义诗人亚当·欧伦施莱厄的文学作品，并同时受到约翰·戈特弗里德·赫尔德的哲学观点影响，开始潜心研究北欧古籍，重新理解维京人的历史足迹，在英军于1807年进攻丹麦期间，格龙维曾受到丹军邀请，前往军营讲道，并多次表达復興维京民族的主张:99-100。
1808年，格龙维回到哥本哈根，期间他寄住在華艮學院，并在修本中學任教:100，随后，他开始集中精力整理出版自己對北欧典籍的心得，并出版了《北欧神话》，此书也取得了大成功:33。1810年，教会决定为格龙维安排布道會，为按立其为牧师做准备，在讲演中，他大胆地批评哥本哈根的神职人员将《圣经》变成教条，用以钳制信徒，不能让信徒接受到基督的教诲，并主张以“活的信仰代替死的教条”，会众也对他的讲演评价颇高:100-101。后来，格龙维出版了这篇讲次，但得罪了保守的教会当局:48，因此，他没有被按立为牧师，只能返回家乡，担任他父亲的助理牧师:33-36，期间，他勤于笔耕，发表了《世界编年史的简要概念》:39，但也因为直言不讳地批评丹麦历史名人而得罪了不少人:115-117。其父亲在1813年逝世后，格龙维试图继承父职，但遭到教会拒绝:100-101。
1815年，格龙维回到哥本哈根，重新透过书刊杂志发表自己對基督信仰的理解，并受邀在多场聚会中发表演讲，开始获得年轻知识分子的支持，他也翻译出版了《北欧列王志》、《丹麦史纪年》及《貝奧武夫》等典籍，后来，国王弗雷德里克六世注意到了格龙维的作品，并于1821年任命他为普雷斯特教堂的座堂牧师:101-102:9。但格龙维与学者克勞生长期不和，先是批判克勞生的观点“无法引领人进入基督信仰，接受救恩”，其后又在1825年与后者发生官司，克勞生因受到多名神学家支持而胜诉，而格龙维则因此案失去牧师职务，其作品也遭到官方審查:102。

### 中年

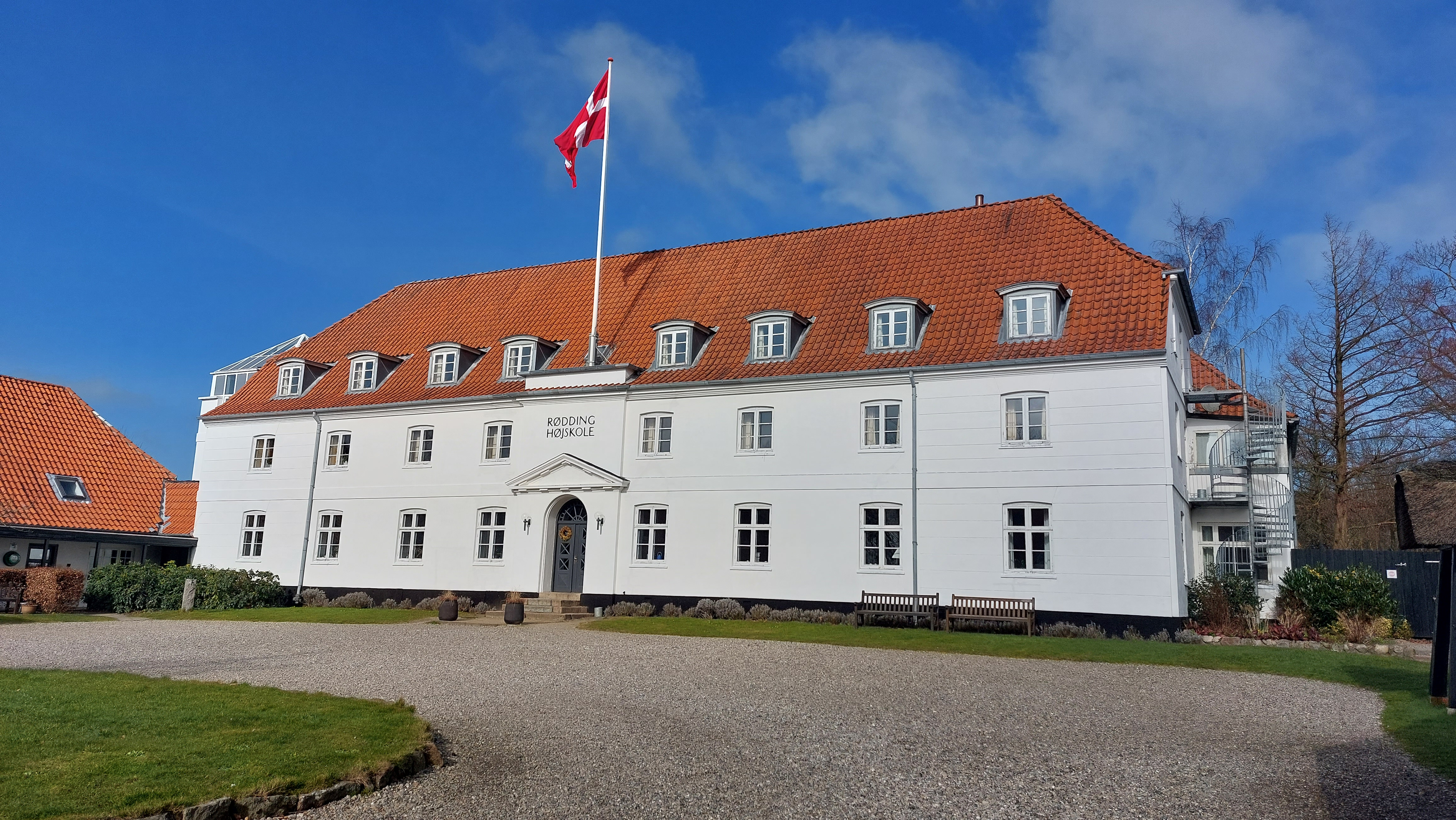
羅亭民众高等学校，世界上第一所为成人开办的教育机构

1829年，丹麦弗雷德里克六世将格龙维派往英国进修，期间，他透过古英文文献继续研究北欧历史:16，并亲历了英国透过《1832年改革法令》完善君主立宪制议会政治的历史时刻，亦曾于牛津大学、剑桥大学访学，其中，劍橋大學三一學院課堂與演講中的社群氣氛令格龙维印象深刻，成为他主张他創立民眾高等學校的重要原因，他也主张引入牛桥的导师制度，改革丹麦的教育，以促进该国宪政体制的建立:102-103:210。1832年，格龙维甫回到丹麦，便开始倡导制宪，并提倡建立一座有别于哥本哈根大学的新式学校，改革课程，令所有公民都能接受教育:18-19，尽管他的提案受到国王與民众的关注，但因部分宗教人士、大学教授的反对而未能立即付诸实践:103-104。
不过，在法國七月革命後，自由主義浪潮席卷欧洲:18，丹麦政府也开始采取开明政策，亦解除了对格龙维作品的審查，他随即于1837年出版了丹麦文版的《赞美诗集》（Sang-Værk til den Danske Kirke），该作品也迅速被丹麦各教堂采纳，以代替难以理解的拉丁文诗集:104，格龙维还透过生活学校、人性思考等演讲文，提出了他改革宗教体系、建立大众教育的主张，克里斯蒂安八世即位后，更任命他为華托教堂的座堂牧师，在此期间，格龙维还促成了丹麦实施地方自治政策，他认为这不仅符合该国的民族传统，亦能促成宪政体制:104-105。后来，格龙维主张建立民众学校以“启蒙民众、教化民众”的理念影响了基尔大学的教授克里斯蒂安·福鲁，格龙维與后者亦于1844年在罗亭村（今属南丹麦大区瓦伊恩市鎮）主持创办了罗亭民众高等学校，该校的成立也标志着丹麦现代成人教育事业的开始:28，相较于教授文法与教条的旧式学校，民众高等学校以丹麦语教授丹麦历史、乡土诗歌等知识，具有聚焦于生活、构建公民身份认同的特点，学生则多为青年农民、手工业者等缺乏接受教育机会的劳动者:340-341，而上述在社会上兴建民众高等学校、推动丹麦教育事业改革的种种措施，也被后世学者称为“格龙维运动”:74-75，而他的门生克里斯滕·柯尔特也在这次社会改良运动中作出了贡献，将格龙维的教育思想转化成了实际行动:338-339，民众高等学校机制也迅速被瑞典、挪威等北欧国家，以及世界上其他国家所接受:107。

### 晚年及逝世

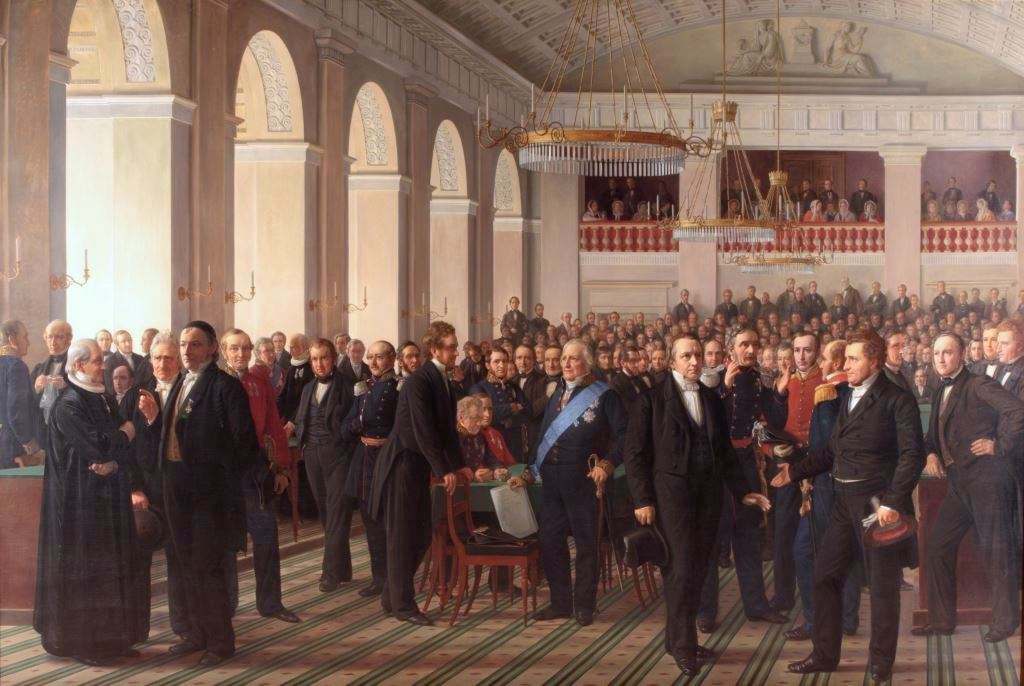
一幅描绘1848年丹麦制宪会议的图画，格龙维也参与了这次会议

1848年，弗雷德里克七世即位伊始，受到1848年革命的影响，他下诏修订宪法，并遴选了数名制宪会议议员，格龙维亦当选，翌年，《丹麦宪法》通过，丹麦由君主专制过渡到君主立宪制，并引入了現行的議會制度，格龙维亦当选为丹麦国会下院的第一届议员，在任期间，他主张丹麦实现经济自由化、思想自由，也反对政府将税捐、兵役全部推给农民，主张建立公平的、全民皆兵的兵役制，还创办期刊《丹麦人》采纳民意，以促进议会政治的发展成熟，当时，格龙维也因无私、廉洁，也与同为国会议员的孟樂被誉为“国会的良心”:106。与此同时，丹麦在1848年的第一次石勒蘇益格戰爭中击败了觊觎石勒苏益格-荷尔斯泰因的普鲁士王国，部分知识分子也归功于民众高等学校之唤起民族精神、构建公民身份认同:106，但暴漲的民族主義浪潮使得丹麥大大低估了普魯士的实力，與后者的巨大差距使其在1864年的普丹戰爭中被擊敗，虽然格龙维反对普鲁士占领丹麦领土，但他也不赞同将丹麦的日耳曼族群丹麦化，而是主张当地居民有决定自己去留的权利，在此观点的影响下，丹麦也得以与普鲁士和平解决领土争端，放弃了对石勒苏益格-荷尔斯泰因的管辖权:106-107:73-74。战后，格龙维开始反对丹麦对已实施的平等选举权采取限制措施，1866年，他以八十三岁之高龄当选为丹麦国会上院的议员，此时的他继续创作赞美诗、出版新书，并坚持自己为“自由”与“人民”奋斗的理念，致力于改善丹麦农村的面貌:21-22。1872年9月1日，格龙维逝世，享年89岁，丹麦政府为他举办了盛大的葬礼:26。为了纪念他对丹麦的贡献，1940年，格龙维教堂在哥本哈根落成:108。

## 家庭

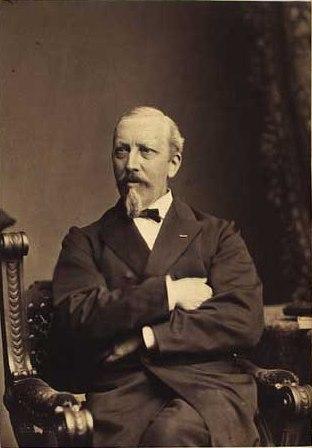
斯文·格龙维

格龙维是信義宗牧师约翰·奥托森·格龙维（Johan Ottosen Grundtvig）與凯萨琳·玛丽·格龙维（Catherine Marie Grundtvig）的儿子，格龙维上有三个哥哥，皆为信义宗牧师，其中二哥雅各布·乌尔里奇·汉森·格龙维（Jacob Ulrich Hansen Grundtvig）與三哥尼尔斯·克里斯蒂安·邦·格龙维（Niels Christian Bang Grundtvig）在大学毕业后前往丹属黄金海岸传教，后死于当地，而大哥奥托·格龙维（Otto Grundtvig）则毕生留在丹麦担任牧师:97-98。
格龙维一生结婚三次，1818年，格龙维與伊丽莎白·布莉克尔结婚，后者是一位牧师的女儿，婚后两人生有三个子女，其中包括成为文学史與民族誌专家的斯文·格龙维，布莉克尔逝世后，格龙维又迎娶了地主玛丽·托夫特，并生下一子弗雷德里克·朗厄·格龙维，托夫特逝世后，格龙维又在1858年迎娶了阿斯塔·雷兹（Asta Reedtz），两人并没有生育子女。

## 思想

### 宗教理念
因出身牧师家庭，格龙维早年的思想受到信義宗影响颇深，深谙《圣经》知识，他认为神按照自己的形象造出了人类，因此人类不问出身，都有神的生命存在于其生命中，人性也可以透过教育升华为神性，以彰显神的荣耀:96-97；从大学毕业后，格龙维曾一度酷爱北欧神话，但最终虔信教义:16，其本人亦成为一名牧师，但他也认为教会是自由的，因此教区内的基督徒有权利选择自己的牧师，而教会的成员都可以参与治理教会、服侍神:96-97。19世纪初期，丹麦的信義宗教会受到理性主义影响较大，但格龙维反对此类观点，并批评教会将《圣经》教诲以及宗教仪式用来控制信徒，他认为教会的作法不利于信徒与圣灵的交流，信徒更不可能透过教会接受耶稣基督的教导，因此，格龙维也主张重拾马丁·路德“因信稱義”的核心思想:57，认为人们应该“先做人，再做基督徒”，並以“活的信仰”代替“死的教条”，这样，信徒才能领受上帝的恩典从而得着拯救:101-102。

### 教育理念
在教育上，格龙维并没有形成一个系统理论的教育思想。在奥胡斯主教学堂求学的经历、以及英国、普鲁士等邻国情势的变化对丹麦的影响等因素:338-339让格龙维主张改革教育，他反对应试教育，也反对为了培养精英人才而存在的学校，并主张“有教无类”，认为学校应该接纳各种职业出身的学生，承担“启蒙”（oplysing）以及为“民众”（folkelig）的责任:xxiii，并培养学生参与社会事务的意识:98,104:28，所以让学生在离校后能够继续自修的“生活学校”相比起教授文法、修辞学、逻辑等知识、职业技能的传统学校更为重要，格龙维提倡的民众高等学校就是其“生活学校”理念的体现。同时，格龙维也认为举办学术研究的高等学校应该保持自由活泼的学术氛围，并与民众高等学校一样亲近民众，以保证民众文化不流于肤浅:17。他不认为学习的黄金时期仅限于儿童时期，18岁以上的青年时期一样适合学校教育、精神创造，学习能力不会输给儿童:105-106。
在民众高等学校的教学內容上，格龙维认为当时广泛用于教学的拉丁语是民众求学的一大阻碍，因此他提倡学校以丹麦语教学、并传授丹麦语文学的知识，并将其视为“团结国民最有力的凝聚剂”:341。教师则被格龙维定义为“先进文化的传承者”、“民主自由的斗士”，他认为在历史课上，教师应该使用活的语言还原“历史原貌”，以帮助学生理解民族传统；而诗歌则被格龙维视为调和人际关系，构建人与人之间的友爱精神:16-17；而体操课程的设置，则兼具保护健康、启蒙意识与提升学生民族认同感的作用:341，所以学校设置的主要课程就包括丹麦语、丹麦历史、音乐与诗歌、体操之知识，并着重透过课程内容培养学生的智慧、凝聚力、友爱精神及社会责任感，进而将普世道德价值观植入人心:341-342。这些教育理念亦见诸其创作的《歷史兒童教育》（Historisk Børnelærdom）、《生活学校》（Skolen for Livet）等作品中:104。

## 著作
格龙维一生著述颇丰，从大学毕业后不久便开始从事赞美诗创作，其中流传至今的作品超过1,400首，其中有271首收录于《丹麦信义会诗歌集》:99:xxxiii，其本人还在1836年至1837年间编纂出版了《赞美诗集》，这些诗歌言简意赅，也在教会以及民间广为流传:528-531。除赞美诗外，格龙维其他的宗教著作还有证明《圣经》真理性的《讲道集》（Bibelske prædikener）、《为什么在教会中听不到主耶稣的话？》（Hvi er Herrens Ord forsvundet af Hans Hus）之类。因嗜好历史，格龙维也曾出版翻译了一些关于北欧历史的著作，如自行研究总结的《北欧神话》（Nordens Mytologi）、《世界编年史的简要概念》（Kort Begreb af Verdens Krønike i Sammenhæng）以及《世界历史手册》（Haandbog i Verdens-Historien）；以及译作《北欧列王志》（Norges Konge-Krønike）、《丹麦史纪年》（Krønikens Danske）、《贝奥武夫》（Nok et Par Ord om Bjovulfs Drape）等:100-102。

## 评价与影响

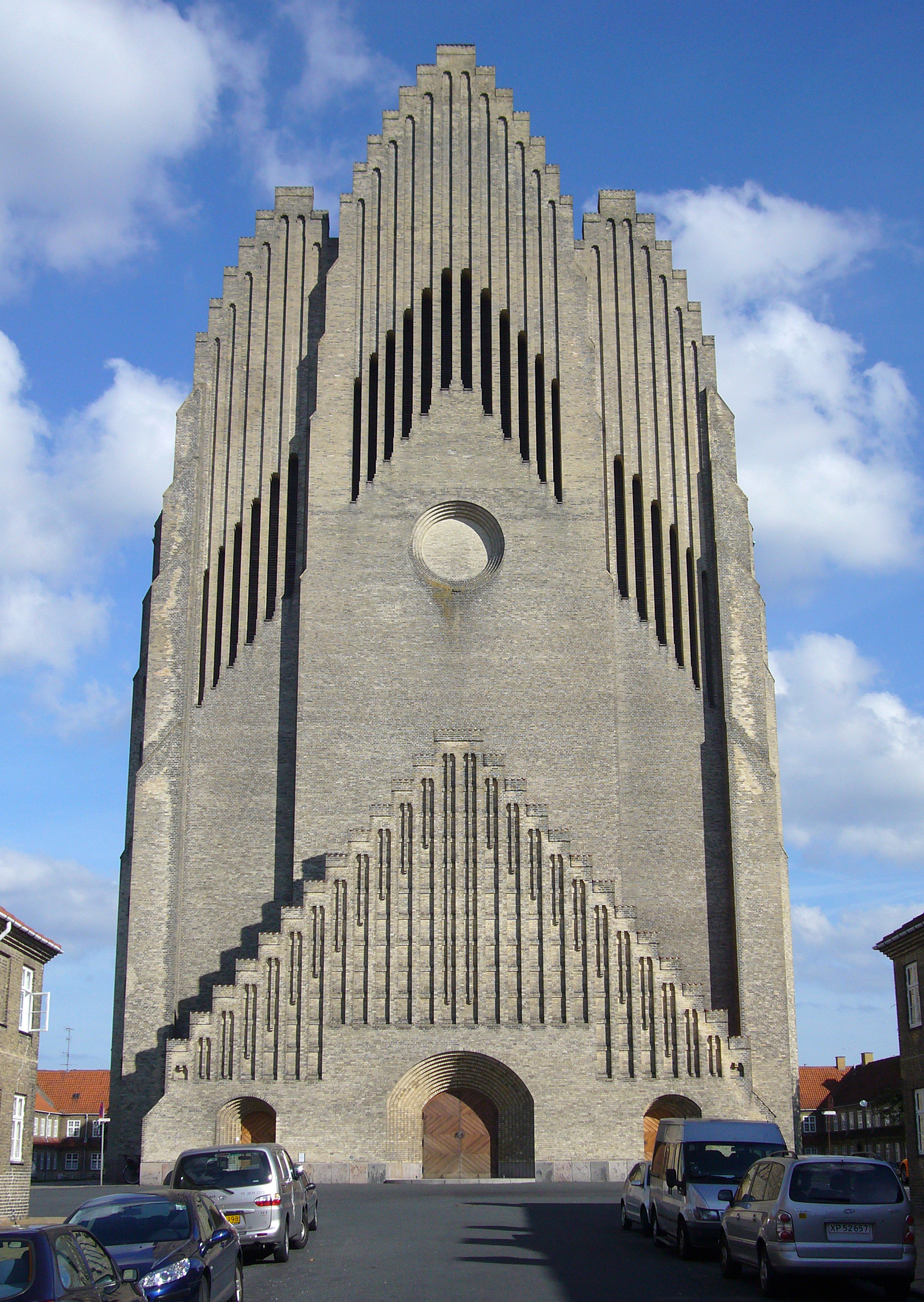
格龙维教堂

在19世纪初期的丹麦，格龙维的宗教、教育理念与同时代主流相悖，並受到了一些神学家的批判，其早年的作品也因此多次遭到当局审查，导致丑闻缠身:100-102，但其倡导宗教、教育的改良更新，促进了丹麦由君主专制向君主立宪制的转变，为现代民族国家的建立奠定了基础，丹麦社会对其评价也有所改观，丹麦史学家因此认为没有格龙维的丹麦将會有另一个面貌:96-97。其在当代的丹麦信义宗教会中也受到尊敬，牧师西古德（Sigurd Stubbergaard）亦称其为“丹麦社会的基石”，丹麦信义宗主教、哲学家亨里克·维格-保罗森则称其为“全能的天才”，並认为他对丹麦当代历史、社会文化及丹麦民族性格的形成所产生的影响无人能及，丹麦广播公司旗下的电视频道还曾播出以他为主角的电视剧，他创作的诗歌也被丹麦民众传唱至今。一些文学评论家亦将其文学作品与汉斯·安徒生、亞當·歐倫施萊厄等作家的著作相提并论。当代丹麦还有以他命名的纪念教堂。
民众高等学校在丹麦的成功也對其他欧洲国家的成人教育产生了极大影响，1864年，挪威政治家奥拉烏斯在挪威建立了第一所民众高等学校，而瑞典学者奥古斯特·索尔曼在1868年的论文亦提及瑞典的民众高等学校参照了丹麦的民众高等学校，並适应瑞典国情进行了改造，之后，民众高等学校亦在芬兰、冰岛等地得到了推广，並最终在欧洲普及，形成了现代成人教育:xxix-xxxii，欧洲联盟委员会还在2007年至2013年间出台了以格龙维命名的“格龙维计划”，以帮助欧盟各国的移民和难民完成成人教育课程。

## 外部鏈接
- 维基共享资源上的相關多媒體資源：尼古拉·弗雷德里克·塞韦林·格龙维